# Rajne Söderberg
Thomas Rajne Söderberg, född 2 december 1953 i Turinge, är en svensk före detta friidrottare (110 meter häck). Han tävlade för SoIK Hellas.